# Red Roses
«Red Roses» (с англ. — «Красные розы») — дебютный сингл американского рэпера Lil Skies при участии американского исполнителя Landon Cube. Он был выпущен для цифровой загрузки 25 июня 2017 года в качестве первого сингла с его четвёртого микстейпа Life of a Dark Rose. Эта песня является одной из двух первых песен Lil Skies, которые вошли в чарт Billboard Hot 100, дебютировав под номером 98, и достигнув высшей позиции под номером 69.

## История
13 марта 2018 года Lil Skies рассказал, как была написана песня «Red Roses». По словам рэпера, бит к синглу прислал по электронной почте рэп-продюсер Menoh Beats, на который Lil Skies сразу начал записывать песню. В том же году Lil Skies исполняет «Red Roses» вживую во время своего концерта в Чикаго.
18 октября 2017 года Коул Беннетт выложил клип на песню «Red Roses» в своём аккаунте на YouTube. Музыкальное видео по состоянию на декабрь 2020 года имеет более 217 миллионов просмотров. В видеоклипе изображены Lil Skies и Landon Cube, сидящие перед фургоном. Мимо них проходит женщина и они следуют за ней.
24 января 2018 года «Red Roses» вошла в список главных песен Lil Skies по версии HotNewHipHop. В том же году в интернет-сервисе потокового аудио Spotify  была названа самой популярной песней. В марте того же года песня вошла в список топ-20 самых прослушиваемых песен по версии SoundCloud. От крупной музыкальной онлайн-базы данных AllMusic «Red Roses» получила оценку в 2,78 баллов из 5 возможных на основе 103 обзоров.

## Чарты
| Чарт (2018)                | Высшая позиция |
| -------------------------- | -------------- |
| США (Apple Music)          | 1149           |
| США (Spotify)              | 38             |
| Канада (Spotify)           | 102            |
| Латвия (Spotify)           | 98             |
| Румыния (Spotify)          | 113            |
| Туркменистан (Apple Music) | 68             |
| Греция (Spotify)           | 153            |
| Эстония (Spotify)          | 194            |
| Болгария (Spotify)         | 174            |

| Чарт (2018)                           | Высшая позиция |
| ------------------------------------- | -------------- |
| Канада (Billboard Canadian Hot 100)   | 76             |
| США (Billboard Hot 100)               | 69             |
| США (Billboard Hot R&B/Hip-Hop Songs) | 28             |
| США (Billboard Rap Songs)             | 24             |

| Чарт (2018)                           | Позиция |
| ------------------------------------- | ------- |
| США (Billboard Hot R&B/Hip-Hop Songs) | 72      |

## Сертификации
| Регион | Сертификация  | Продажи   |
| --- | ------------- | --------- |
| Канада (Music Canada) | Платиновый    | 80 000    |
| США (RIAA) | 2× Платиновый | 2 000 000 |
| * Данные о продажах приведены только на основе сертификации. · ^ Данные о тиражах приведены только на основе сертификации. · Данные о продажах + прослушиваниях приведены только на основе сертификации. |               |           |

## История релиза
| Регион | Дата           | Формат                   | Лейбл      | Ист.   |
| ------ | -------------- | ------------------------ | ---------- | ------ |
| Мир    | 25 июня 2017   | Цифровая загрузка        | All We Got | [ 1 ]  |
| США    | 17 апреля 2018 | Urban contemporary radio | Atlantic   | [ 23 ] |